# Temoaya (kommun)
Temoaya är en kommun i Mexiko.   Den ligger i delstaten Mexiko, i den sydöstra delen av landet, 50 km väster om huvudstaden Mexico City. Antalet invånare är 77 714.